# بولینگ گرین (فلوریدا)
بولینگ گرین (به انگلیسی: Bowling Green) شهری در شهرستان هاردی ایالت فلوریدا است که در سال ۱۹۲۷ بنیان‌گذاری شده‌است. این شهر طبق سرشماری سال ۲۰۱۰ میلادی، ۲٬۹۳۰ نفر جمعیت داشته و مساحت آن نیز ۳٫۷ کیلومتر مربع است.

## نگارخانه

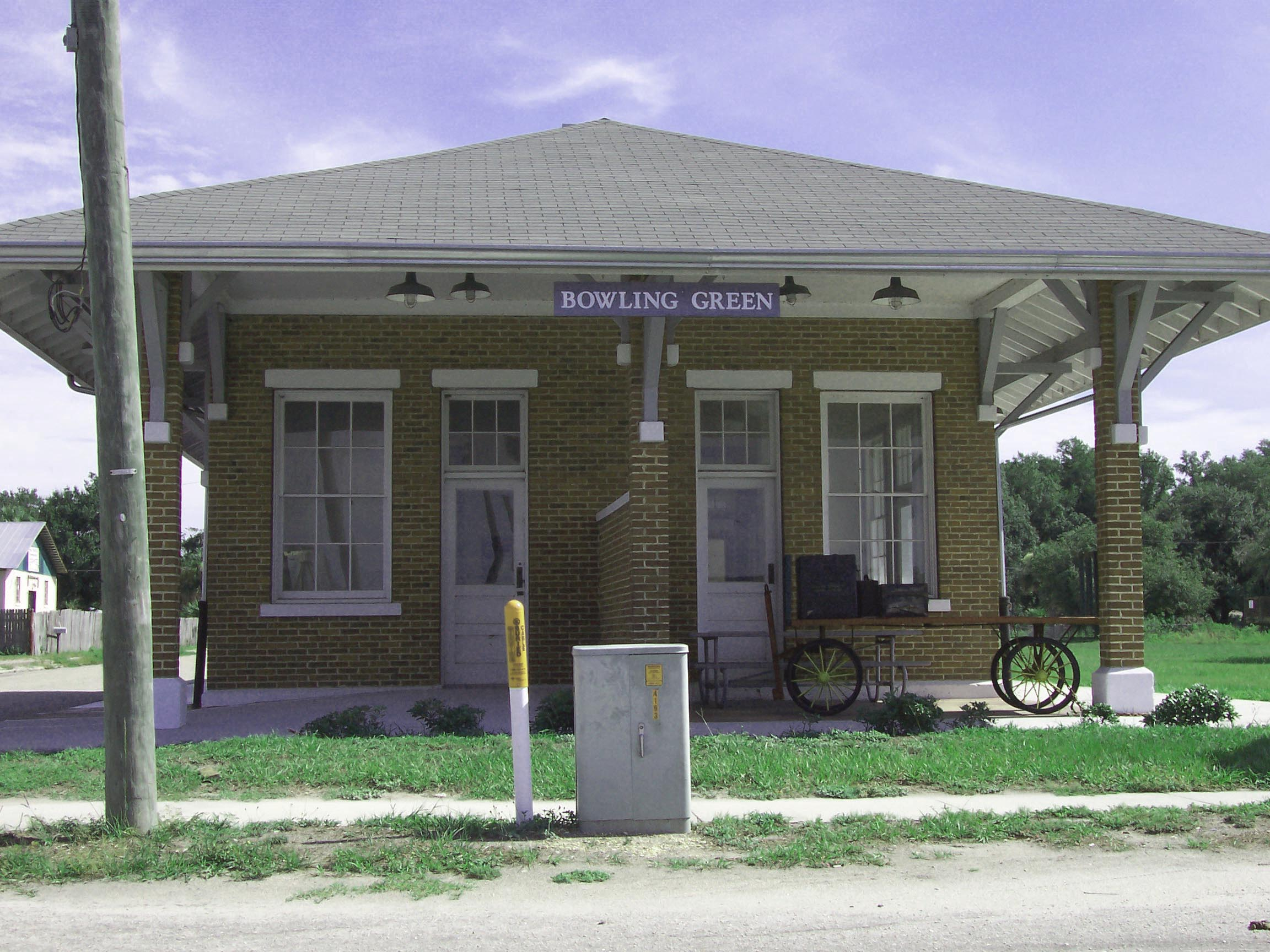